# مؤسسة الموفق
مؤسسة الموفق هي مؤسسة خيرية سعودية عملت على مستوى العالم خلال تسعينيات القرن العشرين في مجال الإغاثة. تم الربط بين القائمين عليها وأنشطتها بالنشاط الإرهابي.

## النشأة والأنشطة
بدأت مؤسسة الموفق بواسطة خالد بن محفوظ في المملكة العربية السعودية في عام 1991 لإنشاء «وقف مثل مؤسسة روكفيلر الخيرية لتقديم الإغاثة في حالات الكوارث والمنح للتعليم والصحة». تدير المؤسسة مدارس وعيادات صحية في بلدان مختلفة تتراوح من باكستان إلى البوسنة والصومال. أدار المنظمة نجل خالد بن محفوظ، وعبد الرحمن بن محفوظ، وياسين قاضي، وهو رجل أعمال سعودي بارز مرتبط بتمويل الإرهاب، وقد أدرج كمواطن خاص ضمن مكتب مراقبة الأصول الأجنبية بواسطة وزارة الخزانة الأمريكية.
يمتلك خالد بن محفوظ البنك الأهلي التجاري، أكبر بنك في المملكة العربية السعودية. في دعوى قضائية رفعتها أسر ضحايا أحداث 11 سبتمبر 2001، قيل إن البنك شارك في تمويل عدد من هجمات بن لادن الإرهابية. أظهرت مراجعة الحسابات أنه تم تحويل الأموال نحو 74 مليون دولار من لجنة الزكاة التابعة للبنك الأهلي التجاري إلى هيئة الإغاثة الإسلامية العالمية ونقل المال من مؤسسة موفق إلى تنظيم القاعدة.
مؤسسة الموفق هي جزء من هيئة الإغاثة الإسلامية العالمية الخيرية التي تشرف على أكثر من عشر جمعيات خيرية إسلامية بما في ذلك جمعية آية الله الخميني الإيرانية. أتهمت وزارة الخزانة الأمريكية المؤسسة «جبهة تنظيم القاعدة التي تنقل الملايين من السعوديين الأثرياء إلى بن لادن».
نفت عائلة بن محفوظ تورط مؤسسة الموفق في تمويل الإرهاب.

## التسلسل الزمني
تم تسجيل المؤسسة الأولي بواسطة ياسين قاضي في عام 1991، وتم لاحقًا تسجيلها كصندوق مالي في عام 1992.
في مايو 1992، وصفت المؤسسة نفسها بأنها لديها هيكل جديد كان مقره في جيرزي ولكن ركزت على باكستان، ولها مكاتب في إسلام آباد وبيشاور. جزيرة جيرزي هي ملاذ ضريبي ولا تطلب من الجمعيات الخيرية تسجيل وتقديم السجلات لذلك لا توجد سجلات عامة توثق الأساس هناك.
على الرغم من أنه لا يُعرف الكثير عن الأنشطة الفعلية للمنظمة، إلا أنه من المعروف أنها عملت دوليًا في العديد من البلدان. بدأت الموفق نشاطها في السودان في عام 1992 وبدأا في الاستفادة من الأموال التي جمعتها الحكومة السودانية من خلال الزكاة، وهي ضريبة خيرية إسلامية على جميع المواطنين. في السودان، اشتركت الموفق مرة واحدة على الأقل مع اليونيسف التي ساهمت بمبلغ 7,000 دولار لإنشاء مركز تغذية للأطفال الذين يعانون من سوء التغذية. بقيت الموفق في السودان في أواخر عام 1997 عندما تم وصفها في تقرير للأمم المتحدة بأنها تنفذ مشاريع في الصحة والتعليم والزراعة.
تشير الوثائق في عام 1993 إلى أن الموفق كانت موجودة في الصومال، ولكن تم تسجيل مقرها الرئيسي في ولاية ديلاوير، التي كانت متطلبات الإفصاح المؤسسي الأكثر استرخاءً في الولايات المتحدة. تم إغلاق المقر الرئيسي في ولاية ديلاوير في عام 1995. [8] تم ربط الموفق أيضًا بعمليات المجاهدين في البلقان وأوروبا، ولها مكاتب مسجلة في كرواتيا وألبانيا والبوسنة والنمسا وألمانيا.
كانت المؤسسة حاضرة أيضًا في إثيوبيا، والتي أدت في أوائل التسعينيات إلى مزاعم حول دعمها للنشاط الإرهابي في إفريقيا. ذكرت النشرة الإخبارية النصف شهرية "Africa Confidential" علاقة بين مؤسسة الموفق ومحاولة اغتيال الرئيس المصري حسني مبارك. كان يعتقد أن الحكومة السودانية والمنظمات الإسلامية كانت وراء محاولة الاغتيال. في عام 1995، رفعت المؤسسة دعوى تشهير ضد النشرة الإخبارية التي فازت بها لاحقًا. حيث تبين أن إدعاءات العلاقة بين الموفق ومحاولة الاغتيال خاطئة.
في عام 1995، قُبض على رمزي يوسف بسبب تفجير مركز التجارة العالمي عام 1993 في نيويورك والذي تسبب في مداهمة السلطات الباكستانية لمكاتب المؤسسة ومؤسسات أخرى في إسلام أباد، وهي " Mercy International". كان أمير مهدي هو القائد المحلي للموفق في ذلك الوقت واحتُجز في السجن لعدة أشهر قبل أن يُفرج عنه في النهاية دون تهمة.
في عام 1996، نشرت صحيفة الوطن العربي ومقرها باريس مقابلة مع بن لادن. في المقابلة، ذكر بن لادن الموفق في زغرب، كرواتيا كجزء من شبكة المنظمات الإنسانية التي كان أحد كبار المؤيدين لها.
في عام 1997، تسببت الدعاية السيئة الواردة في مقال "Africa Confidential" في إنهاء الحكومة السعودية عملياتها، لكن البنية التحتية والنظام القانوني وبعض المدارس والعيادات التابعة لها لم يتم تفكيكها رسميًا على الإطلاق. بحسب ياسين قاضي، أغلقت المؤسسة في عام 1996.
في عام 1998، أصبح الموفق موضع تحقيق من مكتب التحقيقات الفيدرالي بعد أن تم تسمية رجل مرتبط بالموفق كداعم للإرهابيين.